# Ròmul Moragas i Droz
Ròmul Moragas i Droz (Barcelona, 3 de gener de 1836 – 1886) fou un polític i jurista català, diputat a Corts durant la restauració borbònica

## Biografia
Exercí com a jutge de primera instància a Arenys de Mar i com a jutge de pau al districte de Sant Bertran de Barcelona. El 1861 passà a treballar al Registre de la Propietat i el 1867 al Ministeri de Gràcia i Justícia. El 1869 fou nomenat subdirector del Registre de la Propietat i del Notariat i el 1874 registrador de la propietat de Barcelona. Membre del Col·legi de Notaris, també fou directiu de la important empresa vitícola La Vitícola de la Corona de Aragón.
A les eleccions generals espanyoles de 1876 fou elegit diputat pel districte de Sort del Partit Liberal Conservador. També fou autor de diverses obres jurídiques, com Memoria sobre las colonias agrícolas (premiada per la Societat Barcelonesa d'Amics del País el 1859, de la que serà president) i Novísima ley de enjuiciamiento civil y mercantil (1877). També dirigí la Gaceta del notariado.